# Dvärgsmygtimalia
Dvärgsmygtimalia (Napothera epilepidota) är en asiatisk fågel i familjen marktimalior inom ordningen tättingar.

## Utseende och läte
Dvärgsmygtimalian är en liten (10–11 cm), streckad och nästan stjärtlös fågel med rätt lång näbb och tydligt blekt ögonbrynsstreck. Den är mörkfläckad på strupe och bröst och på vingtäckarna syns vita prickar. Sången är en tunn, klar, fallande och sorgsam vissling: tjiiioo.

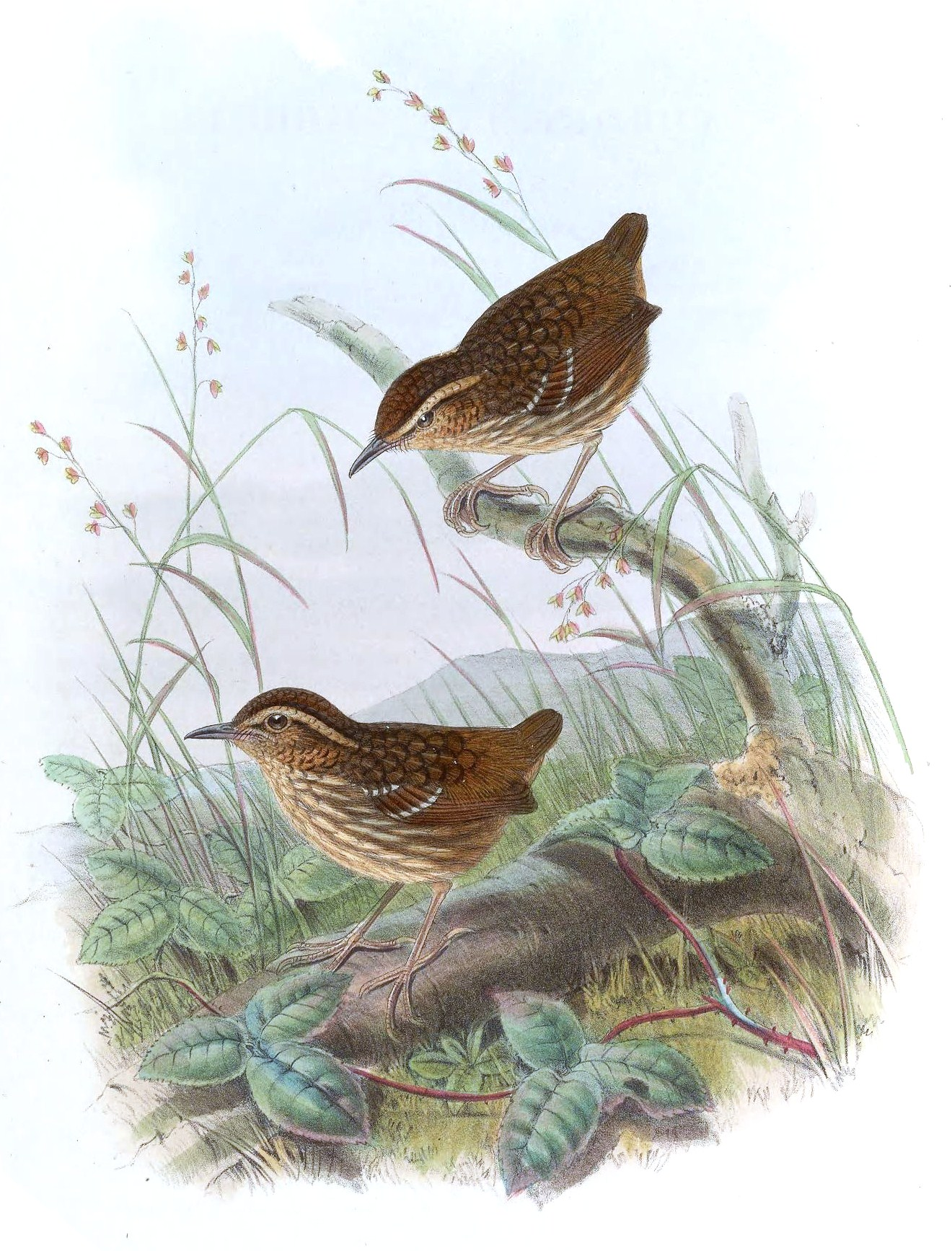

## Utbredning och systematik
Dvärgsmygtimalia delas in i 13 underarter med följande utbredning:
- Napothera epilepidota guttaticollis – förekommer i bergsskogar i norra Assam (norr om Brahmaputra)
- Napothera epilepidota roberti – förekommer i bergsskogar från södra Assam (söder om Brahmaputra) till nordvästra Myanmar
- Napothera epilepidota bakeri – förekommer i centrala Myanmar (i södra Shan och Kayah)
- Napothera epilepidota davisoni – förekommer från norra Thailand till södra Myanmar
- Napothera epilepidota amyea – förekommer i norra Indokina
- Napothera epilepidota delacouri – förekommer i södra Kina (i södra Yunnan och Yao Shan-regionen i Guangxi)
- Napothera epilepidota hainana – förekommer på Hainan i södra Kina
- Napothera epilepidota clara – förekommer på Langbianplatån i södra Vietnam
- Napothera epilepidota granti – förekommer på Malackahalvön
- Napothera epilepidota diluta – förekommer på höglandet i norra och västra Sumatra
- Napothera epilepidota mendeni – förekommer på höglandet på sydvästra Sumatra
- Napothera epilepidota epilepidota – förekommer på höglandet på västra och centrala Java
- Napothera epilepidota exsul – förekommer på höglandet på norra Borneo

Underarten mendeni inkluderas i diluta av International Ornithological Congress, som å andra sidan urskiljer underarten, lucilleae, med utbredning i lägre bergstrakter på 900–1100 meters höjd på Sumatra.

## Levnadssätt
Fågeln påträffas bland mosstäckta stenar och liggande träd i tät skog. Den lever av insekter som myror, gräshoppor, syrsor och skalbaggar, men även spindlar. Fågeln häckar mellan januari och juni i Sydostasien och på Indiska subkontinenten, och mellan november och december på Java. Den bygger en öppen skål eller sluten eller halvöppen kupol av delvis nedbrutet växtmaterial.

## Status och hot
Arten har ett stort utbredningsområde och en stor population, men tros minska i antal till följd av habitatförstörelse och fragmentering. Den minskar dock inte tillräckligt kraftigt för att den ska betraktas som hotad. Internationella naturvårdsunionen IUCN kategoriserar därför arten som livskraftig (LC). Världspopulationen har inte uppskattats men den beskrivs som generellt ganska vanlig, dock mycket få fynd i Indien och ett enda i Bhutan 1936.